# Карла (виконтство)
Виконтство Карла (фр. vicomté de Carlat) — феодальное княжество в средневековой Франции. Располагалось в южной части графства Овернь на границе с графством Руэрг (современный департамент Канталь, историческая область Карладес).
Столица — город Карла, примерно в 16 км юго-восточнее Орийака.
Около 1050 года объединилось с виконтством Мийо.

## Список виконтов Карла
- Жирбер I (ум. до июля 918)
- Жирбер II (ум. после 913), брат
- Бернар I (ум. после 940), сын Жирбера I
- Бернар II (ум. после 997/1003)
- Жирбер III (ум. до 1030)
- Жирбер IV (ум. после 5 окт. 1048)
- Бернар III (ум. 1050), сын.
- Адела, сестра (ум. после 1060). Вышла замуж за Беренгера II, виконта де Мийо. В результате этого брака виконтство Карла присоединилось к Мийо.

С 1112 года виконты Мийо и Карла одновременно были графами Родеза. Генрих II де Родез, не оставивший сыновей, по завещанию разделил свои владения между дочерьми, и после его смерти (1304) Карла унаследовала Изабелла, жена Жоффруа V де Понса.
В 1392 году правнук Жоффруа V Рено VI де Понс продал виконтство Карла герцогу Жану Беррийскому. Тот завещал его своей дочери Бонне. Внук Бонны Жак д’Арманьяк был казнён 4 августа 1477 года, его владения конфискованы.
В 1643 году король Людовик XIII преобразовал виконтство Карла в графство Карладе (Carladez) и пожаловал его князю Монако Оноре II. Во время Французской революции графство было конфисковано (1791).